# Heteropoda alta
Heteropoda alta là một loài nhện trong họ Sparassidae.
Loài này thuộc chi Heteropoda. Heteropoda alta được Hugh Davies miêu tả năm 1994.